# Тирадентес
Жоаким Жосе да Силва Шавијер познатији као Тирадентес (порт. Tiradentes; Помбал, 16. август 1746 — Рио де Жанеиро, 21. април 1792) је био вођа бразилског револуционарског покрета која се звала Инконфиденсија Минеира која је тражила пуну независност од португалске империје и самим тим бразилску републику. Када се сазнало за његов план, Тирадентес је био ухапшен, осуђен и обешен у центру града. Од 19. века се води/слави као један од националних хероја Бразила и чувар милиције бразилске државе Минас Жераис.